# Beverly Hills (Missouri)
Beverly Hills é uma cidade localizada no estado americano do Missouri, no Condado de St. Louis.

## Demografia
Segundo o censo americano de 2000, a sua população era de 603 habitantes. 
Em 2006, foi estimada uma população de 569, um decréscimo de 34 (-5.6%).

## Geografia
De acordo com o United States Census Bureau tem uma área de 0,2 km², dos quais 0,2 km² cobertos por terra e 0,0 km² cobertos por água.

## Localidades na vizinhança
O diagrama seguinte representa as localidades num raio de 4 km ao redor de Beverly Hills. 